# یواس‌اس تالبوت (تی‌بی-۱۵)
یواس‌اس تالبوت (تی‌بی-۱۵) (به انگلیسی: USS Talbot (TB-15)) یک کشتی بود که طول آن ۹۹ فوت ۶ اینچ (۳۰٫۳۳ متر) بود. این کشتی در سال ۱۸۹۷ ساخته شد.